# Ridgeside (Tennessee)
Ridgeside es una ciudad ubicada en el condado de Hamilton en el estado estadounidense de Tennessee. En el Censo de 2010 tenía una población de 390 habitantes y una densidad poblacional de 912,61 personas por km².

## Geografía
Ridgeside se encuentra ubicada en las coordenadas 35°2′6″N 85°14′49″O / 35.03500, -85.24694. Según la Oficina del Censo de los Estados Unidos, Ridgeside tiene una superficie total de 0.43 km², de la cual 0.43 km² corresponden a tierra firme y (0%) 0 km² es agua.

## Demografía
Según el censo de 2010, había 390 personas residiendo en Ridgeside. La densidad de población era de 912,61 hab./km². De los 390 habitantes, Ridgeside estaba compuesto por el 90.77% blancos, el 6.41% eran afroamericanos, el 0.26% eran amerindios, el 1.03% eran asiáticos, el 0% eran isleños del Pacífico, el 0% eran de otras razas y el 1.54% pertenecían a dos o más razas. Del total de la población el 1.03% eran hispanos o latinos de cualquier raza.